# 나가시다촌
나가시다촌(長信田村)은 아키타현 센보쿠군에 있던 촌이다. 현재의 다이센시 북동단에 해당한다.

## 역사
- 1889년 4월 1일 - 정촌제 시행에 의해 6촌의 구역으로 성립하였다.
- 1955년 3월 31일 - 요코사와촌과 합병해 오타촌이 성립해, 동일 나가시다촌이 폐지되었다.